# Distanzring
Ein Distanzring (oder eine Distanzhülse, ein Distanzrohr, -röhrchen) kann immer dann verwendet werden, wenn zwischen zwei Bauteilen entweder ein Abstand (Distanz) geschaffen werden muss oder wenn es nötig ist, eine Distanz zu überbrücken/auszufüttern. Von einer Distanzhülse, einem Distanzrohr oder -röhrchen wird gesprochen, wenn die Form rohrähnlich ist.

## Anwendungsbereiche
- Im Bauwesen, um zum Beispiel bei der Befestigung eines Holz- oder Stahlbalkens entlang einer Wand eine Distanz herzustellen, um die Hinterlüftung sicherzustellen.

- Als Futterstück um ein rundes Bauteil soweit im Durchmesser zu vergrößern, dass es in eine Rohrschelle passt. (zum Beispiel um bei Sat-Anlagen den runden LNB mit Halterungen verschiedener Hersteller und Durchmesser zu kombinieren)

- Ein Distanzring ist im stufenlosen automatischen Keilriemengetriebe eines Motorrollers enthalten. Er dient als Anschlag für die bewegliche Hälfte einer Keilriemenscheibe, dadurch wird die maximale Übersetzung verringert. Wird der Distanzring entfernt, erhöht sich die Höchstgeschwindigkeit. Das Entfernen kann in Deutschland zum Erlöschen der Betriebserlaubnis führen. Schleift man ihn ab, so kann man nie genau sagen, wie schnell der Roller danach wird, da alle Rollermodelle verschieden sind und andere Übersetzungsverhältnisse etc. haben.

- Distanz-, Makro- oder Zwischenringe werden bei Kameras mit Wechselobjektiven zwischen das Objektiv und das Kameragehäuse eingesetzt, um einen größeren Abbildungsmaßstab für die Nähe zu erhalten.